# Lời tiên tri về các Giáo hoàng
Lời tiên tri về các Giáo hoàng là một loạt 112 cụm từ ngắn gọn, ẩn dụ trong tiếng Latinh, nhằm dự đoán các vị giáo hoàng của Giáo hội Công giáo Rôma (cùng với một số ngụy giáo hoàng), bắt đầu bằng Giáo hoàng Celestine II. Các lời tiên tri bị cáo buộc lần đầu tiên được xuất bản bởi tu sĩ dòng Biển Đức Arnold Wion năm 1595. Wion lại mô tả những lời tiên tri này có nguồn gốc từ Thánh Malakhi, nguyên Tổng giám mục của Armagh, Ireland.
Với mô tả rất chính xác về các vị giáo hoàng vào khoảng năm 1590 và thiếu sự chính xác của các vị giáo hoàng sau đó, các sử gia thường kết luận rằng những lời tiên đoán bị cáo buộc là bị ngụy tạo ngay trước khi chúng được xuất bản. Một số nhà thần học trong Giáo hội Công giáo Rôma đã bác bỏ lời tiên tri này và xem nó là giả mạo. Giáo hội Công giáo không có quan điểm chính thức về các lời tiên tri.
Lời tiên tri này kết thúc với một vị giáo hoàng được xác định là "Phêrô người Rôma", có triều đại được tiên đoán là mang đến sự sụp đổ của thành phố Roma.

## Lịch sử
Các lời tiên tri bị cáo buộc lần đầu tiên được xuất bản năm 1595 bởi một tu sĩ dòng Biển Đức tên là Arnold Wion trong tài liệu Lignum Vitæ của ông, đề cập đến nội dung là lịch sử của hình thành dòng Biển Đức. Wion mô tả các lời tiên tri này có nguồn gốc từ Thánh Malakhi, một vị Tổng Giám mục thế kỷ 12 của Armagh. Ông giải thích rằng những lời tiên tri đã không bao giờ được in ra trước đó, nhưng nhiều người mong muốn nhìn thấy chúng. Wion cho xuất bản cả bản nguyên thủy của các lời tiên tri, theo tuyên bố của ông, bao gồm các cụm từ Latinh ngắn, bí ẩn, cũng như cách giải thích áp dụng các tuyên bố cho các vị giáo hoàng trong lịch sử cho đến Giáo hoàng Urban VII (vị giáo hoàng tại vị trong mười ba ngày vào năm 1590), mà Wion quy cho Alphonsus Ciacconius, 
một tài liệu bác bỏ bởi Claude-François Menestrier được xuất bản vào năm 1694.
Theo một tường thuật được Abbé Cucherat đưa ra vào năm 1871, Malakhi được Giáo Hoàng Innôxentiô Nhị Thế triệu tập tới Rôma vào năm 1139 để nhận hai dây Pallium cho các Tổng giám mục đô thành của Armagh và Cashel. Trong khi ở Rôma, Malakhi có vẻ như đã có một thị kiến về các vị giáo hoàng tương lai và ông đã ghi lại bằng một chuỗi các cụm từ khó hiểu. Bản thảo này sau đó được lưu giữ trong Văn khố Mật vụ của Vatican, và bị lãng quên cho đến khi nó được phát hiện lại vào năm 1590, được cho là đúng lúc cho một Mật nghị Hồng y đang diễn ra vào thời đó.
Thánh Bernard của Clairvaux, một nhà viết tiểu sử hiện đại về Thánh Malakhi đã ghi lại các phép lạ được kể đến của vị thánh, tuy nhiên không đề cập đến các lời tiên tri. Các tài liệu tham khảo sớm nhất đề cập tới họ là vào năm 1587.
Một số nhà sử học đã kết luận rằng những lời tiên tri đó là sự giả mạo vào cuối thế kỷ 16. Tu sĩ và học giả người Tây Ban Nha Benito Jerónimo Feijóo y Montenegro đã viết trong tác phẩm Teatro Crítico Universal (1724-1739), trong một mục gọi là Purported prophecies, ông đề cập đến mức độ chính xác cao của những lời tiên tri chỉ kéo dài đến vị giáo hoàng mà những lời tiên tri này được xuất bản, so với mức cao các dự đoán không chính xác sau ngày đó, là bằng chứng cho thấy các lời tiên tri này đã được tạo ra trước khoảng thời gian xuất bản. Những lời tiên tri và lời giải thích được đưa ra trong sách của Wion tương ứng gần với lịch sử của các vị giáo hoàng năm 1557 của Onofrio Panvinio (bao gồm cả sự sao chép sai lầm của Panvinio), có thể cho thấy những lời tiên tri được viết dựa trên nguồn đó.
Một luận điểm nhằm giải thích việc tạo ra các lời tiên tri, được đưa ra bởi linh mục người Pháp thế kỷ 17 và nhà biên tập Louis Moréri, là những người ủng hộ của Hồng y Girolamo Simoncelli ủng hộ nỗ lực trở thành giáo hoàng của hồng y này trong mật nghị hồng y năm 1590 thay thế Giáo hoàng Urban VII. Trong các lời tiên tri, Giáo hoàng kế vị Urban VII được mô tả với cụm từ "Ex antiquitate Urbis" ("từ thành phố cũ"), và Simoncelli đến từ Orvieto, tiếng Latinh là Urbevetanum, là một thành phố cổ. Moréri và những người khác đề xuất các tiên tri đã được tạo ra trong một nỗ lực không thành công để chứng minh rằng Simoncelli đã được thiên ứng làm giáo hoàng.
Tuy nhiên, việc khám phá ra một dẫn chiếu đến những lời tiên tri trong một bức thư năm 1587 đã làm cho nghi ngờ về lý thuyết này. Trong tài liệu này, đoàn tùy tùng của Hồng y Giovanni Girolamo Albani đã giải thích phương châm "De rore coeli" ("Từ sương của bầu trời") như là sự liên hệ với vị hồng y của họ, dựa trên mối liên hệ giữa "alba" ("bình minh") và Albani, và sương, như một hiện tượng khí quyển buổi sáng điển hình.

## Diễn dịch
Việc giải thích các lời tiên tri cho các giáo hoàng trước khi xuất bản do Wion cung cấp bao gồm sự tương ứng chặt chẽ giữa các khẩu hiệu của họ và nơi sinh, tên gia đình, vũ khí cá nhân và các vị trí trước khi trở thành giáo hoàng. Ví dụ, tiên tri đầu tiên đầu tiên, Ex castro Tiberis (từ lâu đài trên Tiber), phù hợp với nơi sinh của Giáo hoàng Celestine II ở Città di Castello, trên dòng sông Tiber.
Những nỗ lực kết nối các lời tiên tri với các vị giáo hoàng lịch sử đã được bầu sau khi xuất bản đã trở nên khó khăn hơn. Ví dụ, Giáo hoàng Clement XIII được nhắc đến trong một lời tiên tri bằng cụm từ Rosa Umbriae (hoa hồng của Umbria), nhưng ông không có nguồn gốc từ Umbria, và liên hệgua62n2 gũi nhất gắn ông với lời tiên tri là ông từng đảm nhận vai trò một quan chức giáo hội trong khoảng thời gian ngắn ngủi tại Rieti, nơi mà vào thời đó là một phần của Umbria.
Một nhà văn lưu ý rằng trong số các dự đoán sau khi xuất bản (sau năm 1595) vẫn còn "một số cụm từ thích hợp đáng ngạc nhiên", đồng thời thêm rằng "tất nhiên là dễ dàng phóng đại tính chính xác của danh sách bằng cách trích dẫn thành công của nó", và "các dự đoán khác không thích hợp với nhau một cách gọn gàng ". Trong số những lời tiên tri thành công được xem xét là "Tôn giáo bị giảm sút" cho Giáo hoàng Biển Đức XV (1914-1922), trong đó có việc giáo hoàng trị vì trong thời gian bao gồm Thế chiến thứ nhất và Cuộc Cách mạng Nga cộng sản vô thần; "Ánh sáng trên bầu trời" cho Giáo hoàng Leo XIII (1878-1903), với một sao chổi trong huy hiệu giáo hoàng của ông; và "Hoa của muôn hoa" cho Giáo hoàng Phaolô VI (1963-1978), với fleur-de-lys trong huy hiệu giáo hoàng của ông.
Peter Bander, Giám đốc về Giáo dục Tôn giáo tại một trường Đại học Cambridge, đã viết vào năm 1969:
Nếu chúng ta đặt các tác phẩm của những người đã chối bỏ các lời tiên tri của Malachy trên cân và cân chúng với những người đã chấp nhận các lời tiên tri này, có lẽ chúng ta sẽ nhận được kết quả là một sự cân bằng; Tuy nhiên, yếu tố quan trọng nhất, đó là sự phổ biến của các lời tiên tri này, đặc biệt trong số những người thường (khác với các học giả), làm cho chúng có liên quan đến nửa sau của thế kỷ hai mươi như chúng đã từng xảy ra.— Bander 1969, tr. 10.

M. J. O'Brien, một linh mục Công giáo, người đã sáng tác một chuyên khảo năm 1880 về các lời tiên tri, đã đưa ra một đánh giá khôn khéo hơn:
Những lời tiên tri này không có mục đích. Chúng thậm chí hoàn toàn vô nghĩa. Tiếng Latin (được sử dụng) rất tệ. Không thể nào gán những thứ vô nghĩa như vậy... với bất kỳ nguồn gốc thánh thiện nào. Những người đã viết để bảo vệ lời tiên tri... đã đưa ra một số ít tranh luận về sự ủng hộ của họ. Những nỗ lực giải thích các lời tiên tri của họ sau năm 1590, tôi nói với tất cả sự tôn trọng, lấy làm tiếc là không có giá trị.— O'Brien 1880, tr. 110.

### Phêrô người Rôma
Trong thời gian gần đây một số thông dịch viên của văn học tiên tri đã chú ý đến các lời tiên tri do kết luận của lời tiên tri này sắp xảy ra; nếu danh sách mô tả được so khớp trên cơ sở một-một với danh sách các vị giáo hoàng lịch sử kể từ khi công bố các tiên tri, Giáo hoàng Biển Đức XVI (2005-2013) sẽ tương ứng với phần thứ hai của bản mô tả giáo hoàng, được miêu tả bằng cụm Gloria olivae - Vinh quang của ôliu. Lời tiên tri dài nhất và cuối cùng tiên đoán về Khải Huyền:
In persecutione extrema S.R.E. sedebit.
Petrus Romanus, qui pascet oves in multis tribulationibus, quibus transactis civitas septicollis diruetur, & judex tremendus judicabit populum suum. Finis.

Có thể được dịch nghĩa sang tiếng Việt là:
Phêrô người Rôma, người sẽ chăn dắt đàn chiên của mình trong nhiều cuộc khổ nạn, và khi những điều này được hoàn thành, thành phố của bảy ngọn đồi (Rôma) sẽ bị phá hủy, và vị thẩm phán đáng sợ sẽ đến phán xử người của ông ta. Kết thúc.— quote

Một số nhà sử học và thông dịch viên về các lời tiên tri lưu ý rằng họ để ngỏ khả năng có những giáo hoàng không được kiệt kê trong danh sách giữa vinh quang của ô liu và vị giáo hoàng cuối cùng, Phêrô người Rôma. Trong Lignum Vitae, dòng In persecutione extrema S.R.E. sedebit. tạo thành một câu và đoạn riêng biệt. Trong khi câu trên thường được đọc như một phần của lời tiên tri Phêrô người Rôma, những người phiên dịch khác coi nó như là một câu riêng biệt, không hoàn chỉnh đề cập rõ ràng đến một hoặc nhiều giáo hoàng giữa tiên đoán vinh quang của ôliu và Phêrô người Rôma.

## Các giáo hoàng và lời tiên tri tương ứng
Danh sách có thể được chia thành hai phần: phần đầu tiên bao gồm giáo hoàng và một số ngụy giáo hoàng có khoảng thời gian trị vì trước sự xuất hiện của những lời tiên tri vào năm 1590, những nhân vật mà sự kết nối giữa lời tiên tri và vị giáo hoàng đó luôn rõ ràng. Phần còn lại là những lời tiên tri cho những giáo hoàng trị vì sau khi danh sách các tiênt ri này được công bố, có thể thấy sự kết nối giữa lời tiên tri và vị giáo hoàng được đề cập thường gượng gạo hoặc hoàn toàn thiếu chính xác và được xem sử dụng "nghĩa bóng" hoặc một dạng ngụy tạo thông tin sau khi sự việc đã xảy ra.
Danh sách này thường được phân chia giữa lời tiên tri thứ 74 và 75, dựa trên ý nghĩa cốt lõi là các phương châm đã được giải thích bởi Wion và các lời tiên tri chưa được giải nghĩa. Lorenzo Comensoli Antonini chia danh sách giữa các lời tiên tri thứ 73 và 74, dựa trên mối liên hệ lỏng lẻo giữa Giáo hoàng Urbanô VII và phương châm Từ sương trời,và ám chỉ đến lời tiên tri trong một bức thư năm 1587, trước mật nghị Hồng y bầu chọn giáo hoàng Urban VII.
René Thibaut chia danh sách này tại một vị trí khác, giữa lời tiên tri thứ 71 và 72, đồng thời khẳng định rằng có một sự thay đổi về phong cách viết các lời tiên tri tại vị trí này. Ông sử dụng sự khác biệt này để đưa ra quan điểm cho rằng 71 lời tiên tri đầu tiên đã bị giả mạo, trong khi phần còn lại là nguyên thủy của lời tiên tri. Hildebrand Troll cũng đồng tình với quan điểm, lưu ý rằng lời tiên tri từ 72 đến 112 sử dụng một ngôn ngữ tượng trưng liên quan đến đặc điểm của giáo hoàng và triều đại giáo hoàng của mình, trái ngược với các lời tiên tri đầu tiên mang hơi hướng trực nghĩa, tầm thường.

### Giáo hoàng và Ngụy giáo hoàng 1143–1590 (trước khi công bố)
Các văn bản trên dòng có nền xám phía dưới đây là văn bản gốc (bao gồm cả dấu câu và chính tả) của bản Lignum Vitae 1595, trong đó bao gồm ba cột song song cho các giáo hoàng trước năm 1590. Cột đầu tiên chứa lời tiên tri, cột thứ hai chứa tên của giáo hoàng hoặc ngụy giáo hoàng đã được đính kèm theo (thỉnh thoảng có xảy ra sai sót), và cột thứ ba chứa lời giải thích lời tiên tri. Có một số dấu hiệu cho thấy cả hai cột lời tiên tri và giải thích được thực hiện bởi một cá nhân thế kỷ 16. Danh sách ban đầu không được đánh số.
| Các giáo hoàng trước khi Lời tiên tri được công bố (1143–1590) | Các giáo hoàng trước khi Lời tiên tri được công bố (1143–1590) | Các giáo hoàng trước khi Lời tiên tri được công bố (1143–1590) | Các giáo hoàng trước khi Lời tiên tri được công bố (1143–1590) | Các giáo hoàng trước khi Lời tiên tri được công bố (1143–1590) | Các giáo hoàng trước khi Lời tiên tri được công bố (1143–1590) |
| STT                                                            | Lời tiên tri                                                   | Giáo hoàng                                                     | Tên khai sinh                                                  | Chú giải trong Lignum Vitae | Huy hiệu Giáo hoàng                                            |
| -------------------------------------------------------------- | -------------------------------------------------------------- | -------------------------------------------------------------- | -------------------------------------------------------------- | --- | -------------------------------------------------------------- |
| Ex caſtro Tiberis.                                             | Ex caſtro Tiberis.                                             | Cœleſtinus. ij.                                                | Cœleſtinus. ij.                                                | Typhernas. | Typhernas.                                                     |
| 1.                                                             | Từ lâu đài của Tiber                                           | Celestine II (1143–44)                                         | Guido de Castello                                              | Một cư dân của Tifernum Celestine II được sinh ra tại Città di Castello (trước đó có tên gọi Tifernum-Tiberinum), nằm trên bờ sông Tiber. |                                                                |
| Inimicus expulſus.                                             | Inimicus expulſus.                                             | Lucius. ij.                                                    | Lucius. ij.                                                    | De familia Caccianemica. | De familia Caccianemica.                                       |
| 2.                                                             | Trục xuất kẻ thù                                               | Luciô II (1144–45)                                             | Gherardo Caccianemici del Orso                                 | Thuộc gia đình Caccianemici. Theo Wion, lời tiên tri này đề cập đến họ của Giáo hoàng Luciô II, Caccianemici; Trong tiếng Ý, "Cacciare" có nghĩa là "rời khỏi" và "nemici" có nghĩa là kẻ thù. Theo quan điểm truyền thống, ông được xem như là một phần của gia đình này, nhưng mọi chuyện vẫn còn mơ hồ và chưa chắc chắn, hơn nữa, ngay cả khi ông thực sự thuộc về gia đình đó, sự ghi nhận họ Caccianemici vào tên chắc chắn là lỗi thời. |                                                                |